# Alkinoos (Philosoph)

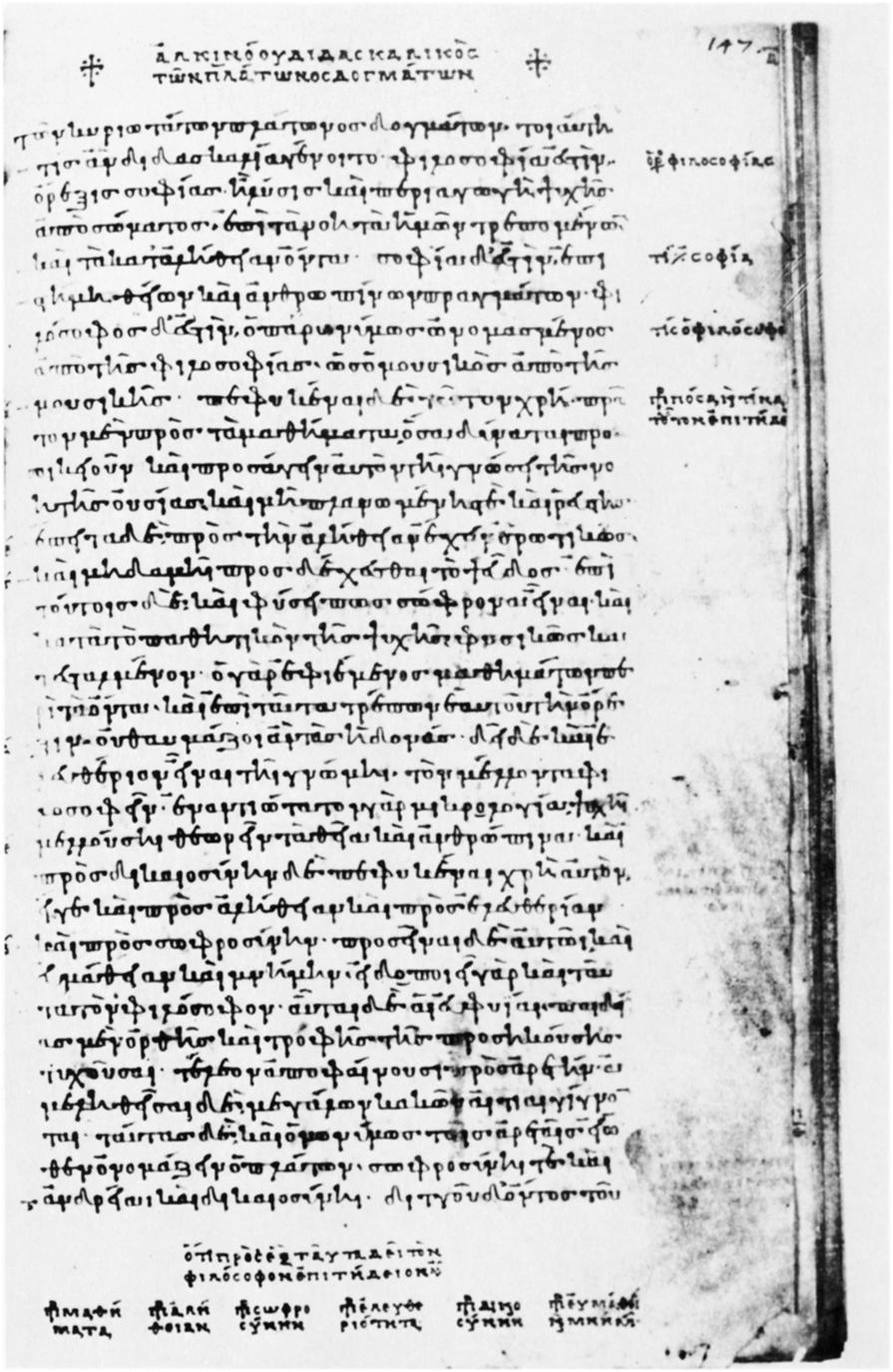
Der Anfang des Didaskalikos des Alkinoos in der ältesten Handschrift, Paris, Französische Nationalbibliothek, Gr. 1962, fol. 147r (9. Jahrhundert)

Alkinoos (altgriechisch Ἀλκίνοος Alkínoos) war ein antiker griechischer Philosoph. Vermutlich lebte er im 2. Jahrhundert. Er gehört zu den bekanntesten Vertretern des Mittelplatonismus, der zu seiner Zeit herrschenden Richtung im Platonismus. Da von den Werken der Mittelplatoniker nur relativ wenig erhalten ist, stellt Alkinoos’ Lehrbuch der Grundsätze Platons (Didaskalikós tōn Plátōnos dogmátōn, kurz Didaskalikos) eine der wichtigsten Quellen für das mittelplatonische Verständnis der Hinterlassenschaft des Schulgründers dar. Das Werk, eine zusammenfassende und systematische Darstellung der platonischen Philosophie, gewährt Einblicke in das Denken der Platoniker der römischen Kaiserzeit vor dem Aufkommen des Neuplatonismus im 3. Jahrhundert. In kontroversen Fragen bietet der Didaskalikos in der Regel keine Entscheidungen des Verfassers, sondern berichtet nur über unterschiedliche Lehrmeinungen.
Seit langem umstritten ist die Frage der Identität des Alkinoos. Von den verschiedenen in der Forschungsliteratur erörterten Vorschlägen, ihn mit anderweitig bezeugten Philosophen zu identifizieren, hat sich bisher keiner durchgesetzt.

## Leben und Identitätsfrage
Über das Leben des Alkinoos ist nichts bekannt. In Handschriften des Didaskalikos ist er als Autor genannt; nur aus der mutmaßlichen Entstehungszeit dieses Werks lässt sich erschließen, dass seine Aktivität wohl ins 2. Jahrhundert fällt. Allerdings ist nicht auszuschließen, dass der Didaskalikos schon im 1. oder erst im 3. Jahrhundert entstanden ist.
Da ansonsten keine Informationen über Alkinoos vorliegen, hat Jacob Freudenthal 1879 vorgeschlagen, ihn mit Albinos, einem bekannten Mittelplatoniker des 2. Jahrhunderts, zu identifizieren. Freudenthal meinte, bei dem handschriftlich überlieferten Namen Alkinoos handle es sich um einen Schreibfehler, im Originaltext habe „Albinos“ gestanden. Diese Hypothese untermauerte er mit Hinweisen auf inhaltliche Übereinstimmungen zwischen dem Didaskalikos und der sicher von Albinos stammenden Schrift Einführung in Platons Dialoge. Die Identifizierung von Alkinoos und Albinos fand bald Anklang; sie blieb bis in die zweite Hälfte des 20. Jahrhunderts herrschende Lehrmeinung. Erst ab den sechziger Jahren des 20. Jahrhunderts haben Michelangelo Giusta und John Whittaker in einer Reihe von Untersuchungen gezeigt, dass die Gleichsetzung der beiden Denker irrig ist; diese Erkenntnis hat sich in der Folgezeit durchgesetzt.
Außerdem ist in der Forschung vorgeschlagen worden, den Verfasser des Didaskalikos mit zwei gleichnamigen Philosophen zu identifizieren, über die sehr wenig bekannt ist:
- In den Lebensbeschreibungen der Sophisten, die der Sophist Philostratos verfasste, wird „Alkinoos der Stoiker“ erwähnt.[4] In der Forschung wird die Hypothese erwogen, dieser ansonsten unbekannte Philosoph sei mit dem Autor des Didaskalikos gleichzusetzen.[5]
- Der byzantinische Gelehrte Photios berichtet, dass ein Autor namens „Josepos“ in einer Abhandlung über das Universum Lehren eines „Alkinous“, offenbar eines Platonikers, über die Seele und die Materie bekämpfte.[6] Ob es sich bei diesem Platoniker um den Verfasser des Didaskalikos handelt, ist unklar. Jedenfalls scheint sich die Kritik des „Josepos“, eines Christen, von dessen Werk nur Fragmente erhalten sind, nicht auf den Didaskalikos zu beziehen. Nach einer verbreiteten Forschungsmeinung ist „Josepos“ mit Hippolyt von Rom zu identifizieren.[7]

Eine neuartige, spekulative Variante der Gleichsetzungshypothesen hat 1985 Harold Tarrant vorgeschlagen. Er meint, der Platoniker Albinos, dessen Name lateinischen Ursprungs war (Albinus), habe in einer späten Phase seines Lebens seine Zugehörigkeit zur griechischen Kultur und sein Bekenntnis zu einer griechischen philosophischen Tradition durch eine Namensänderung betonen wollen. Daher habe er beschlossen, sich fortan Alkinoos zu nennen. Aus diesem zweiten Lebensabschnitt stamme der Didaskalikos. Dieser Philosoph Albinos/Alkinoos sei auch der von Philostratos erwähnte und als Stoiker bezeichnete Alkinous.

## Didaskalikos
Das Werk des Alkinoos trägt den Titel Lehrbuch der Grundsätze Platons (Didaskalikós tōn Plátōnos dogmátōn); der ebenfalls handschriftlich bezeugte Titel Auszug aus den Lehren Platons (Epitomḗ tōn Plátōnos dogmátōn) ist wohl nicht authentisch. Möglicherweise ist der Didaskalikos eine Kurzfassung einer verlorenen umfangreicheren Schrift. Er bietet eine einführende systematische Darstellung des Platonismus, die stark von aristotelischem und stellenweise auch von stoischem Gedankengut beeinflusst ist, in der aber auch – insbesondere in der Ethik – gegen stoische Positionen polemisiert wird. Einen Widerspruch zwischen platonischer und aristotelischer Philosophie sieht Alkinoos nicht; er will nicht Systeme vermischen, sondern nichtplatonische Literatur in den Dienst seiner Erläuterung des Platonismus stellen. Sein Zielpublikum sind nicht philosophische Laien, sondern Leser mit beträchtlichen Vorkenntnissen.

### Aufbau
Die Einleitung (Kapitel 1–3) behandelt die Bedeutung der Begriffe Philosophie und Philosoph, die intellektuellen und charakterlichen Voraussetzungen für das Philosophieren, die verschiedenen Lebensweisen und die Einteilung der Philosophie in Teilgebiete.
Der erste Hauptteil (Kapitel 4–6) umfasst die Darlegung der Dialektik einschließlich der zu ihr gezählten Erkenntnistheorie. Dabei geht es um das Denken und die Vernunft, um Urteil und Meinung, Erinnerung und Vorstellung, um die Einsicht (noēsis) und deren Gegenstände, um die Sinneswahrnehmung und die Arten ihrer Objekte sowie um die Logik, die nach Aristoteles, aber mit Bezugnahme auf Platons Werke dargestellt wird; Platon erscheint als ihr eigentlicher Urheber.
Der zweite Hauptteil (Kapitel 7–26) handelt vom „Theoretischen“. Dort wird zuerst die philosophische Relevanz der Mathematik, der Astronomie und der Musiktheorie erörtert, dann wird auf Prinzipienlehre und Theologie eingegangen, wobei die Materie, die platonischen Ideen, der „erste Gott“ und die Qualitäten behandelt werden. Es folgen Naturphilosophie (Kosmologie), Anthropologie und in Kapitel 26 eine Betrachtung des Verhältnisses von Notwendigkeit und Willensfreiheit.
Der dritte Hauptteil (Kapitel 27–35) ist der „praktischen“ Philosophie gewidmet. Hier erörtert Alkinoos zuerst die Ethik (Güterlehre und Eudaimonie, Angleichung an Gott als Lebensziel, Tugend und Schlechtigkeit, Affekte, Freundschaft und Liebe). Anschließend wendet er sich den Staatsformen zu. Zum Abschluss definiert er den Sophisten, indem er ihn vom Philosophen abgrenzt.

### Inhalt

#### Aufgaben und Ziele des Philosophen
Alkinoos stellt fest, dass es zwei Lebensweisen gebe, die betrachtende (bíos theōrētikós) und die tätige (bíos praktikós). Das Ziel des betrachtenden Lebens sei die Erkenntnis der Wahrheit, während es im tätigen Leben darum gehe, das von der Vernunft Gebotene zu tun. Der Betrachtung als Grundlage des philosophischen Lebens gebühre der Vorrang, doch sei die Tätigkeit ebenfalls notwendig. Mit der Tätigkeit werde das in der philosophischen Betrachtung Erkannte in der Lebenspraxis eingeübt. Der Betätigung im Gemeinwesen wende sich der Philosoph dann zu, wenn er bemerke, dass die öffentlichen Angelegenheiten in schlechten Händen seien. Dabei seien für ihn die Gesetzgebung und die Bildung der Jugend die wichtigsten Tätigkeitsfelder. Wenn er sich einer tätigen Lebensweise zuwende, dürfe er keineswegs die Betrachtung vernachlässigen; diese sei vielmehr unablässig zu praktizieren.
Alkinoos meint, die im Platonismus erstrebte Angleichung des Menschen an Gott „soweit dies möglich ist“ beziehe sich auf die im Himmel lokalisierte, immanente Gottheit (epouránios theós) und nicht auf die transzendente, den „überhimmlischen Gott“ (hyperouránios theós). Dies begründet er damit, dass die Angleichung geschehe, indem man Tugend übe; der überhimmlische Gott besitze aber keine Tugend, denn er sei „besser als diese“.
Auf dem Weg der Vergöttlichung des philosophierenden Menschen spielt für Alkinoos die ethische Vervollkommnung eine zentrale Rolle; nach seiner Überzeugung kann sie nicht durch bloße Kontemplation ersetzt werden. Als Philosoph bemüht man sich darum, die Eudaimonie, einen ausgeglichenen Gemütszustand, zu erreichen und zu bewahren und dank dieser Errungenschaft ein gelungenes Leben zu führen. In moderner Terminologie wird der schwer übersetzbare Ausdruck Eudaimonie oft ungenau mit Glück oder Glückseligkeit wiedergegeben. Verwirklicht wird dieses Ziel nach dem rigorosen Ethikkonzept des Alkinoos ausschließlich durch die Erlangung seelischer Güter, der Tugenden. Äußere, materielle Güter wie Gesundheit, körperliche Schönheit, Kraft und Reichtum sind für eine aus philosophischer Sicht gelungene Lebensführung belanglos, sie tragen zur Eudaimonie nichts bei. Diese „menschlichen“ oder „sterblichen“ Güter werden zwar gewöhnlich als „gut“ bezeichnet, sind aber für Alkinoos nicht an und für sich gut, sondern nur insofern man von ihnen gemäß der Tugend Gebrauch macht. Somit haben sie nicht aufgrund ihrer naturgemäßen Beschaffenheit Anteil am göttlichen Guten, sondern ihre Teilhabe am Guten wird ihnen durch die Tugend vermittelt. Wenn diese Vermittlung unterbleibt, können sie schlecht gebraucht werden, und dann sind sie keine Güter, sondern werden zu Übeln.

#### Dialektik und Erkenntnistheorie
Die Gegenstände der Einsicht sind für Alkinoos die intelligiblen Dinge. Bei ihnen unterscheidet er zwischen den transzendenten Ideen und den immanenten, von der Materie untrennbaren Formen. Nach seiner Darstellung werden die Ideen oder primären intelligiblen Dinge in einem intuitiven, nicht diskursiven Erkenntnisvorgang durch eine umschließende Auffassung (perilēpsis) erfasst und beurteilt, wobei aber die wissenschaftliche Überlegung (epistēmonikós lógos) beteiligt ist; die Formen oder sekundären intelligiblen Dinge sind Gegenstand wissenschaftlicher Überlegung mit Beteiligung der intuitiven Einsicht. Die sinnlich wahrnehmbaren Dinge betrachtet Alkinoos als Aggregate; er meint, sie seien nichts anderes als Kombinationen ihrer verschiedenen Eigenschaften (Bündeltheorie).
Alkinoos unterscheidet drei Arten der Analyse. Unter Analyse versteht er ein Verfahren, mit dem herausgefunden werden soll, was ein bestimmtes Untersuchungsobjekt ist, indem man „von unten“ nach oben voranschreitet, also einen „Aufstieg“ vollzieht. Philosophiegeschichtlich besonders relevant ist die zweite Art der Analyse, der Aufstieg „durch das, was bewiesen und demonstriert wird, zu den unbeweisbaren und unmittelbaren Sätzen“. Dabei setzt man das Untersuchungsobjekt, den zu prüfenden Satz, als gegeben voraus und wendet sich dem zu, „was früher als es ist“, das heißt: was ihm logisch vorangeht. Dieses wird dann durch die folgenden Schritte bewiesen, indem man vom logisch Späteren zum Früheren voranschreitet und schließlich zum Ersten und Unstrittigen gelangt. Dann schlägt man von dort aus den Rückweg ein und kommt am Ende zum Ausgangspunkt, dem Untersuchungsobjekt, zurück.
In Zusammenhang mit seiner Erörterung der Unsterblichkeit der Seele greift Alkinoos eine erkenntnistheoretische Frage auf. Er kritisiert die aristotelische Vorstellung von der Induktion als Weg zur Gewinnung allgemeiner Erkenntnisse, indem er gegen die Zuverlässigkeit induktiver Schlüsse argumentiert. Allerdings billigt er der Induktion eine hilfreiche Rolle zu, denn sie sei „sehr brauchbar zum Erwecken der natürlichen Begriffe“, die der Seele bereits innewohnen. Gegen die aristotelische Erkenntnistheorie verteidigt er die platonische Lehre, der zufolge die Seele Wissen erlangt, indem sie sich an die Ideen erinnert, die ihr vor ihrem Eintritt in den Körper zugänglich waren. Nach seiner Ansicht hat die Seele während ihres Aufenthalts im Körper keinen direkten Zugang zu den Ideen, da sie sich nicht hinreichend von ihrer Bindung an die Sinnenwelt befreien kann. Sie ist jedoch in der Lage, sich mittels der Erinnerung an die Ideen Wissen zu verschaffen.

#### Theologie, Kosmologie und Seelenlehre
Im Didaskalikos wird die Kosmologie ebenso wie die Anthropologie, die Wissenschaft vom Menschen, als Teilbereich der „Physik“ – das heißt der Naturwissenschaft – behandelt. Hierzu gehört auch die theologische und naturphilosophische Frage nach der göttlichen Ordnung und Lenkung des Kosmos. Die Aufgabe der Naturforscher besteht für Alkinoos darin, herauszufinden, „was die Natur des Universums ist, was für ein Lebewesen der Mensch ist, welchen Platz er im Kosmos einnimmt, ob Gott über die Gesamtheit der Dinge Vorsehung ausübt, ob ihm andere Götter untergeordnet sind und was das Verhältnis der Menschen zu den Göttern ist“. Die Grundlage dafür bilden Platons Ausführungen in seinem naturphilosophischen Dialog Timaios, den Alkinoos interpretiert. Dabei geht der Philosoph von der Grundannahme aus, dass der Kosmos nicht „aus sich selbst heraus“ so geworden ist, wie er ist; vielmehr müsse seine Existenz und Beschaffenheit eine Ursache haben.
Alkinoos nimmt drei Urprinzipien an: Gott, Materie und Idee. Den ersten, obersten Gott, den er mit Platons Idee des Guten gleichsetzt, betrachtet er als den höchsten Intellekt (Nous). Unter dem ersten Gott steht der von ihm hervorgebrachte kosmische Intellekt, der Intellekt der Weltseele. Dieser ist im Sinne der aristotelischen Unterscheidung von aktueller und potentieller Vernunft die potentielle kosmische Vernunft, die erst durch die Einwirkung des ersten Gottes zur aktuell denkenden Vernunft wird. Da diese Einwirkung ohne Anfang und Ende ist, ist der kosmische Intellekt ewig aktiv. Er stellt die Ordnung der Natur her.
Alkinoos unterscheidet zwischen dem transzendenten ersten Gott und dem ihm ontologisch untergeordneten Schöpfergott, dem Demiurgen, dem der Kosmos unmittelbar sein Dasein verdankt. Die Rolle des Demiurgen fällt dem kosmischen Intellekt zu. Demnach wirkt der erste Gott nur mittelbar auf den Kosmos ein, indem er den kosmischen Intellekt aktiviert und zum schöpferischen Handeln veranlasst.
In der umstrittenen Frage, wie Platons Bezeichnung des Kosmos als „entstanden“ zu deuten ist, steht Alkinoos auf der Seite derjenigen, die eine Entstehung in der Zeit verwerfen; mit „entstanden“ sei gemeint, dass der Kosmos immer im Werden begriffen sei. Auch die „immerwährende“ Weltseele sei nicht in einem einmaligen Schöpfungsakt geschaffen oder – wie eine Richtung im Mittelplatonismus annahm – zu einem bestimmten Zeitpunkt vom Schöpfer „aufgeweckt“ worden. Vielmehr sei sie nur vom Schöpfer geordnet, wobei dieser Ordnungsakt keinen zeitlichen Anfang habe, sondern ein immerwährendes Geschehen sei. Die geordnete Weltseele bringe ihrerseits durch ihren Intellekt die Weltordnung hervor. Der gesamte Bereich unterhalb der Mondsphäre, also auch der menschliche Lebensraum, sei der Verwaltung durch untergeordnete Götter überlassen, welche diesen Teil des Kosmos nach dem Willen des Demiurgen lenkten. Von der menschlichen Seele sei nur der oberste Teil, die Vernunftseele, unsterblich; die affektiven Teile seien vergänglich, ebenso wie die vernunftlosen Tierseelen. Hinsichtlich der Sterblichkeit der vernunftlosen Seelen bzw. Seelenteile räumt Alkinoos allerdings ein, dass die Platonausleger darüber uneinig seien. Der Grund dafür, dass eine unsterbliche Seele sich in einem sterblichen Körper aufhält, sei entweder der Wille der Götter oder die Zügellosigkeit der Seele oder ihre Hinneigung zum Körper.
Bei der Gotteserkenntnis unterscheidet Alkinoos drei Vorgehensweisen. Die erste ist die Abwendung von allen Vorstellungen aus dem Bereich des sinnlich Wahrnehmbaren, die zweite beruht auf der Verwendung von Analogien zwischen Transzendentem und anschaulichen Sachverhalten, die dritte ist der Aufstieg von niederen zu immer höheren ontologischen Ebenen des Erkennbaren. Diese drei Wege wurden in der späteren Philosophiegeschichte als Weg der Verneinung (lateinisch via negationis), Weg der Analogie (via analogiae) und Weg der Steigerung oder Überhöhung (via eminentiae) bezeichnet. Die Abwendung erfolgt nach der Art der Mathematiker, die vom Körper ausgehend zum Punkt gelangen, indem sie Schritt für Schritt eine Dimension entfernen. Beim zweiten Weg wird das Wesen des ersten Gottes aufgrund der Analogie zwischen ihm und der Sonne bestimmt. Der dritte Weg führt von der Wahrnehmung der Schönheit der Sinnesobjekte zur Erfassung der Schönheit des nur rein geistiger Betrachtung Zugänglichen.
Für die Existenz der Götter trägt Alkinoos folgendes Argument vor: Da es intelligible Dinge gibt, die nicht sinnlich wahrnehmbar sind und nicht am sinnlich Wahrnehmbaren teilhaben, sondern an „ersten“ intelligiblen Dingen, gibt es solche erste, einfache intelligible Dinge in reiner Form als Gegenstände des Denkens. Die Menschen aber können zu einem so reinen Denken, wie es solchen Objekten angemessen wäre, nicht vordringen, da ihr Denken immer mit Vorstellungen aus der Sinnenwelt erfüllt ist. Daher ist anzunehmen, dass es Wesen gibt, die in der Lage sind, diese reinen Denkgegenstände wirklich zu denken, und dies auch tatsächlich tun. Die Wesen, denen diese Denkobjekte zugeordnet sind, sind die Götter. Diese Überlegung setzt die Annahme voraus, dass es zu jedem Denkobjekt ein Denken gibt, das ihm entspricht.

#### Ideenlehre
Bei der Darlegung der platonischen Ideenlehre trägt Alkinoos fünf Definitionen von Idee vor, die sich aus den verschiedenen möglichen Perspektiven ergeben:
- Im Hinblick auf den ersten Gott ist die Idee seine eigene Vernunfteinsicht (nóēsis) und zugleich deren Ergebnis, das nóēma. Gott denkt die Ideen im Denken seiner selbst. Als seine Gedanken sind sie ebenso wie er selbst unwandelbar und vollkommen. Sie sind reine Akte (enérgeiai).
- Im Hinblick auf den Menschen ist die Idee das erste Intelligible (noētón prṓton), das heißt der primäre Gegenstand der menschlichen Vernunfteinsicht, im Unterschied zur immanenten Form, die das sekundäre Vernunftobjekt bildet.[38]
- Im Hinblick auf die Materie ist die Idee das Maß (métron). Da die Materie an sich keinerlei Maß aufweist, bedarf sie eines Maßes, das aus ihr eine geordnete Welt, einen Kosmos, hervorbringt. Somit ist die Idee das Maß sowohl für die einzelnen Gegenstände als auch für das umfassende Gesamtgebilde Kosmos.
- Im Hinblick auf den sichtbaren Kosmos ist die Idee das Vorbild oder Muster (parádeigma), nach dem er gestaltet ist. Hierzu stellt Alkinoos fest: „Man definiert die Idee als ewiges Vorbild der naturgemäßen Dinge.“ Diese Definition der Idee ist die im Platonismus verbreitetste.
- Im Hinblick auf sich selbst ist die Idee Substanz (usía), das heißt ein wirklich und beständig Seiendes im Gegensatz zum Entstehenden, Veränderlichen und Vergänglichen.[39]

Bei der Behandlung der Vorbildfunktion der Ideen weist Alkinoos darauf hin, dass es nach der Überzeugung der meisten Platoniker keine Ideen von Widernatürlichem (wie Krankheiten), von einzelnen Individuen, von Wertlosem (wie Schmutz) oder von relationalen Begriffen und Verhältnissen (etwa vom Größeren oder Überlegenen) gebe. Auch für die Produkte der Kunst und des Handwerks seien keine Ideen als Muster anzunehmen. Anscheinend betrachtet Alkinoos solche Gegenstände, etwa einen Schild oder ein Musikinstrument, als Erzeugnisse der Seele, da sie nicht zu den natürlichen Dingen zählen. Der Ausschluss alles Nichtnatürlichen und Minderwertigen ergibt sich für Alkinoos daraus, dass die höchste Gottheit nichts Niedriges, Wertloses oder Unvollkommenes denken kann.

## Rezeption

### Antike, Mittelalter und Frühe Neuzeit
In der Schule Plotins, der in Rom im 3. Jahrhundert den Neuplatonismus begründete, gehörte der Didaskalikos nicht zu den im Unterricht verwendeten Werken, und auch bei den spätantiken Neuplatonikern fand er keine Beachtung. Die älteste erhaltene Handschrift – der berühmte Codex Parisinus Graecus 1962 – stammt aus der zweiten Hälfte des 9. Jahrhunderts.
Spätestens im Jahr 1460 fertigte der Humanist Pietro Balbi die erste lateinische Übersetzung des Didaskalikos an; er widmete sie Nikolaus von Kues. 1469 wurde sie in Rom als Anhang zu einer Apuleius-Ausgabe gedruckt. Damit war Alkinoos der erste griechischsprachige Autor der Antike, von dem ein Werk – wenn auch nur in Übersetzung – im Druck erschien. Die zweite lateinische Übersetzung stammte von Marsilio Ficino, der sie 1464 Cosimo de’ Medici widmete; ihr Erstdruck erschien erst 1497. Die erste Ausgabe des griechischen Textes war eine Aldine, die 1521 in Venedig herausgebracht wurde, wobei der Didaskalikos einen Anhang zu einer Apuleius-Edition bildete; der Herausgeber Francesco d’Asola übte scharfe Kritik an der „barbarischen“ Übersetzung Balbis. Es folgte eine Reihe von weiteren Ausgaben. In Paris erschien 1567 eine lateinische Übersetzung des Humanisten Denis Lambin (Dionysius Lambinus). Die 1656 veröffentlichte englische Übersetzung von Thomas Stanley war die erste Übertragung in eine moderne Sprache. 1853 publizierte Karl Friedrich Hermann in Leipzig die erste kritische Ausgabe.
1554 veröffentlichte der aus Sevilla stammende Humanist Sebastián Fox Morcillo in Basel einen Kommentar zu Platons Timaios (In Platonis Timaeum commentarium). Dabei stützte er sich unter anderem auf Alkinoos’ Deutung von Platons Philosophie. Er las Alkinoos, dessen Harmonisierung von Platon und Aristoteles ihm zusagte, im griechischen Original.

### Moderne Altertumswissenschaft
In der Altertumswissenschaft sind die Urteile über die philosophische Eigenleistung des Alkinoos unterschiedlich ausgefallen. Da das Verhältnis des Didaskalikos zu den darin verarbeiteten verlorenen Quellen schlecht einschätzbar ist, fällt die Beurteilung der Originalität schwer. Widersprüchliche oder von unterschiedlichen Perspektiven bestimmte Aussagen in dem Werk können damit zusammenhängen, dass Alkinoos nicht ein geschlossenes eigenes System präsentiert, sondern den Platonismus in der Rolle eines Berichterstatters schildert. Manche Forscher weisen auf die teils mangelnde Kohärenz hin oder sehen in Alkinoos einen bloßen Kompilator, der als Philosoph unbedeutend gewesen sei; andere billigen ihm Fähigkeiten bei der Erschließung des Stoffs zu. David Sedley hält die im Didaskalikos dargestellte Interpretation von Platons Erkenntnistheorie für eine „nicht geringe Leistung“. Nach der Analyse von Franco Trabattoni hat Alkinoos in seiner Auseinandersetzung mit rivalisierenden Philosophenschulen eine originelle Version des Platonismus entwickelt, mit der er das Spannungsverhältnis zwischen der metaphysischen und der naturwissenschaftlichen Dimension der platonischen Weltanschauung zu bewältigen versuchte. Franco Ferrari meint, die Abhängigkeit des Werks von doxographischen Quellen sei kein Grund, „die philosophischen Qualitäten des Verfassers zu schmälern“; dieser habe eine der interessantesten Schriften des Mittelplatonismus geschaffen.

## Textausgaben und Übersetzungen
- John Dillon (Hrsg.): Alcinous: The Handbook of Platonism. Clarendon Press, Oxford 1993, ISBN 0-19-824472-X (englische Übersetzung mit Einführung und ausführlichem Kommentar)
- John Whittaker, Pierre Louis (Hrsg.): Alcinoos: Enseignement des doctrines de Platon. 2. (unveränderte) Auflage, Les Belles Lettres, Paris 2002, ISBN 2-251-00407-6 (kritische Edition des griechischen Textes mit französischer Übersetzung und Kommentar)
- Orrin F. Summerell, Thomas Zimmer (Hrsg.): Alkinoos, Didaskalikos. Lehrbuch der Grundsätze Platons. De Gruyter, Berlin 2007, ISBN 978-3-11-019451-7 (unkritische Ausgabe des griechischen Textes mit deutscher Übersetzung)